# Acraea leucographa
Acraea leucographa là một loài bướm ngày thuộc họ Nymphalidae. Nó được tìm thấy ở Ghana tới miền tây Kenya.
Ấu trùng ăn các loài Rinorea.